# Compsocerus
Compsocerus is een kevergeslacht uit de familie van de boktorren (Cerambycidae). De wetenschappelijke naam van het geslacht werd voor het eerst geldig gepubliceerd in 1830 door Lacordaire.

## Soorten
Compsocerus omvat de volgende soorten:
- Compsocerus barbicornis Audinet-Serville, 1834
- Compsocerus bicoloricornis Schwarzer, 1923
- Compsocerus chevrolati Gounelle, 1910
- Compsocerus deceptor Napp, 1976
- Compsocerus parviscopus (Burmeister, 1865)
- Compsocerus proximus Napp, 1977
- Compsocerus violaceus (White, 1853)